# Esper Kallás
Esper George Kallás (Itajubá, Minas Gerais) é um médico e pesquisador brasileiro, atual diretor do Instituto Butantan. Especializado em infectologia, é também professor da Faculdade de Medicina da Universidade de São Paulo. 

## Premiações
Em 2023, foi laureado na categoria Ciência e Saúde do Prêmio Faz Diferença, organizado pelo jornal O Globo. Em 2024, recebeu a Medalha Oswaldo Cruz por suas contribuições em prol da vacinação no Brasil.